# جامعة شاترافاتي شهنوجي مهراج
جامعة شاترافاتي شهنوجي مهراج (بالإنجليزية: Chhatrapati Shahu Ji Maharaj University)‏ هي جامعة، ومؤسسة أكاديمية، تأسست في 1965، في الهند.